# Erie (Kolorado)
Erie – miasto w Stanach Zjednoczonych, w stanie Kolorado, w hrabstwie Weld.